# 리프티아
일반적으로 거대 관벌레(giant tube worm), 드물게는 대형 수염벌레(giant beardworm) 로 알려져 있는 Riftia pachyptila는 해양 무척추 동물로 환형동물문 [ 1 ](Annelida)에 속하며, 과거에는 유문동물문 [ 1 ](Pogonophora) 및 베스티멘티페라(Vestimentifera)으로 분류되기도 했다. 이 종은 조간대(intertidalzone) 와 원양대(pelagic zones)에서 흔히 발견되는 관벌레들과 관련이 있다. 리프티아는 열수 분출공 근처 태평양 해저에 서식한다. 이 열수 분출공은 주변 환경에 2~30도에 이르는 자연적인 온도 범위를 제공한다. 그리고 리프티아는 극도로 높은 농도의 황화수소 에서도 견딜 수 있다. 3 미터 (9 ft 10 in) 까지 성장할 수 있고 이들의 관체는 직경이 4 센티미터 (1.6 in)에 달한다.
그러나 "거대관벌레"라는 향명은 현존하는 가장 큰 벌레 종인 쿠푸스 폴리탈라미우스(Kuphus polythalamius) 에도 적용되는데, 이 종은 "벌레"라는 이름에도 불구하고 환형동물이 아니라 이매패 류 연체 동물이다.

## 발견
리프티아(R. pachyptila)는 1977년, 지질학자 Jack Corliss 가 이끈 미국 심해잠수정 DSV <i id="mwPA">Alvin</i> 의 탐험 중 갈라파고스 균열대에서 발견되었다.  해당 팀은 열수 분출구를 연구하고 있었고, 탐험에 생물학자는 동행하지 않았기에 예상치 못한 발견이었다. 당시 열수 분출구 근처에 사는 것으로 발견된 종 중 다수는 이전에 본 적이 없는 것이었다.

## 성장
리프티아는 자유 수영, 원양, 비공생 담륜자 유충단계에서 발달한다. 이 유충은 유생( metatrochophore ) 발달 단계를 거쳐 무착생 상태가 되며, 이후 환경으로부터 공생 박테리아를 획득한다. 성체가 생준 및 영양확보를 위해 의존하는 공생 박테리아는 생식 세포 내에는 존재하지 않으며, 감염과 유사한 과정을 거쳐 피부를 통해 외부 환경으로부터 획득된다. 소화관은 복부 중앙 돌기 끝에 위치한 입을 시작으로 전장, 중장, 후장 및 항문까지 일시적으로 연결되어 있으며, 과거에는 이 경로를 통해 공생 박테리아가 성체에게 전이되는 것으로 여겨졌다. 공생체가 중장 내에 정착하면, 이들은 급격한 조직 재구성과 부피 확장을 통해 영양체로 분화한다. 그러나 성체에서는 공생체의 정착 이후 소화관의 나머지 구조가 관찰되지 않는다.

## 신체 구조
흰 키틴질 관에서 튜브 모양의 몸체를 분리하면 일반적으로 유문동물문 (Pogonophora)에서 관찰되는 세부분인 전체부(prosoma), 중체부(mesosoma), 후체부(metasoma)의 고전적인 구분과는 약간의 차이가 있다.

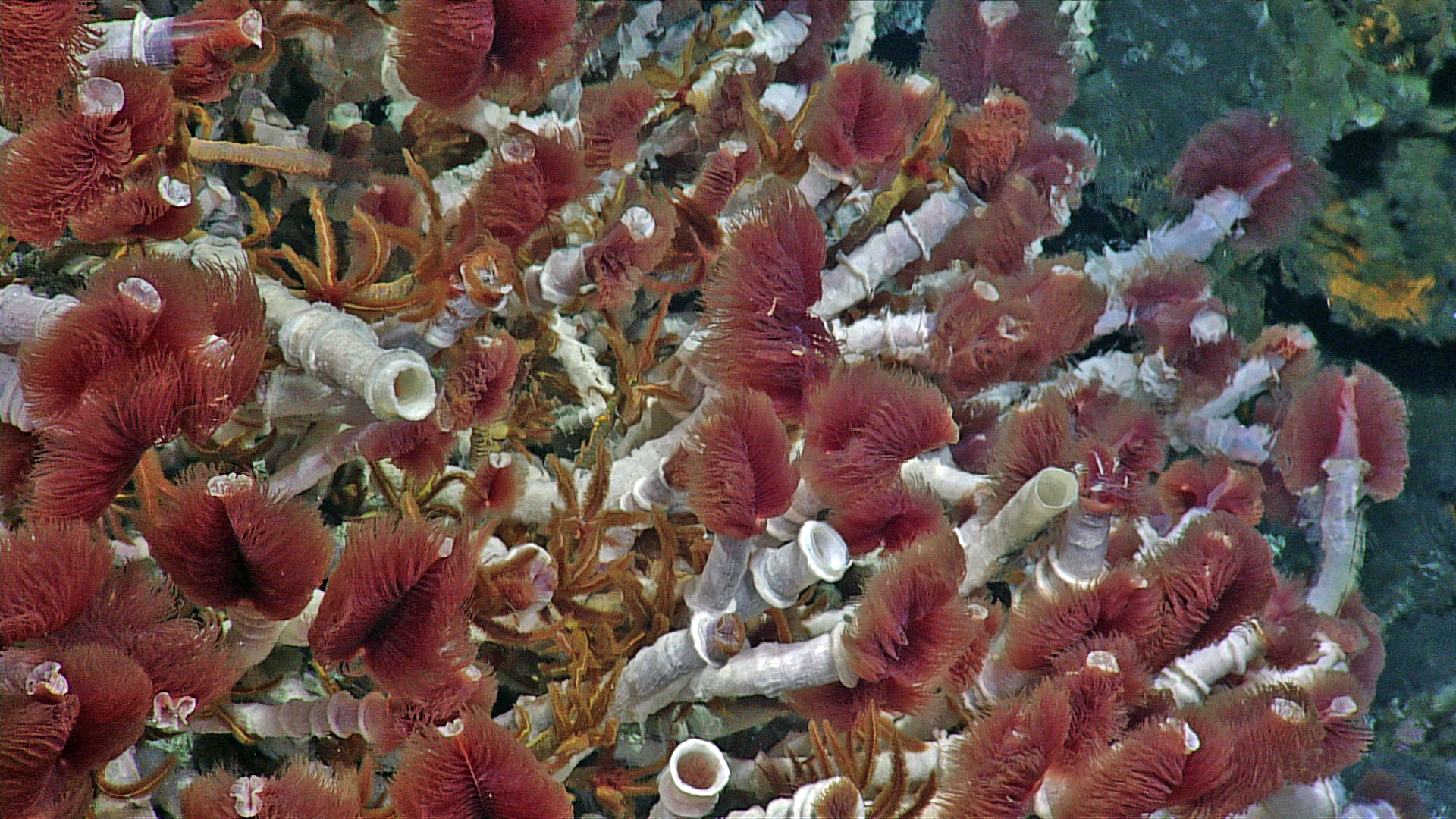
붉은 아가미 깃털의 외굴곡을 보이는 R. pachyptila 군집

첫 번째 체절은 혈관이 있는 아가미 깃털(brnachial plume)로, 최대 144개의 글로빈 사슬(각 사슬은 연관된 헴 구조를 포함하는 것으로 추정됨)을 포함하는 헤모글로빈의 존재로 인해 선명한 붉은색을 띈다. 리프티아의 헤모글로빈은 대부분의 다른 종의 헤모글로빈과 달리 황화물에 의해 가능이 저해되지 않은 채 산소를 운반할 수 있다는 점에서 주목할 만하다. 이 깃털(plume)구조는 영양체(trophosome) 내부에 사는 박테리아에게 필수적인 영양소를 제공한다. 외부의 자극을 받거나 위협을 감지할 경우, 깃털을 즉시 수축시키며, 옵투라쿨룸(obturaculum)이라 불리는 특수한 막(operculum) 이 관 입구를 닫아 외부 환경으로부터 개체를 보호하고 격리한다.
두 번째 체절은 근육 띠로 구성된 날개 모양의 vestimentum이며 말단부에 두 개의 생식공이 위치한다. 등쪽 혈관이 확장된 구조인 심장이 전정(vestimentum)을 둘러싸고 있다.

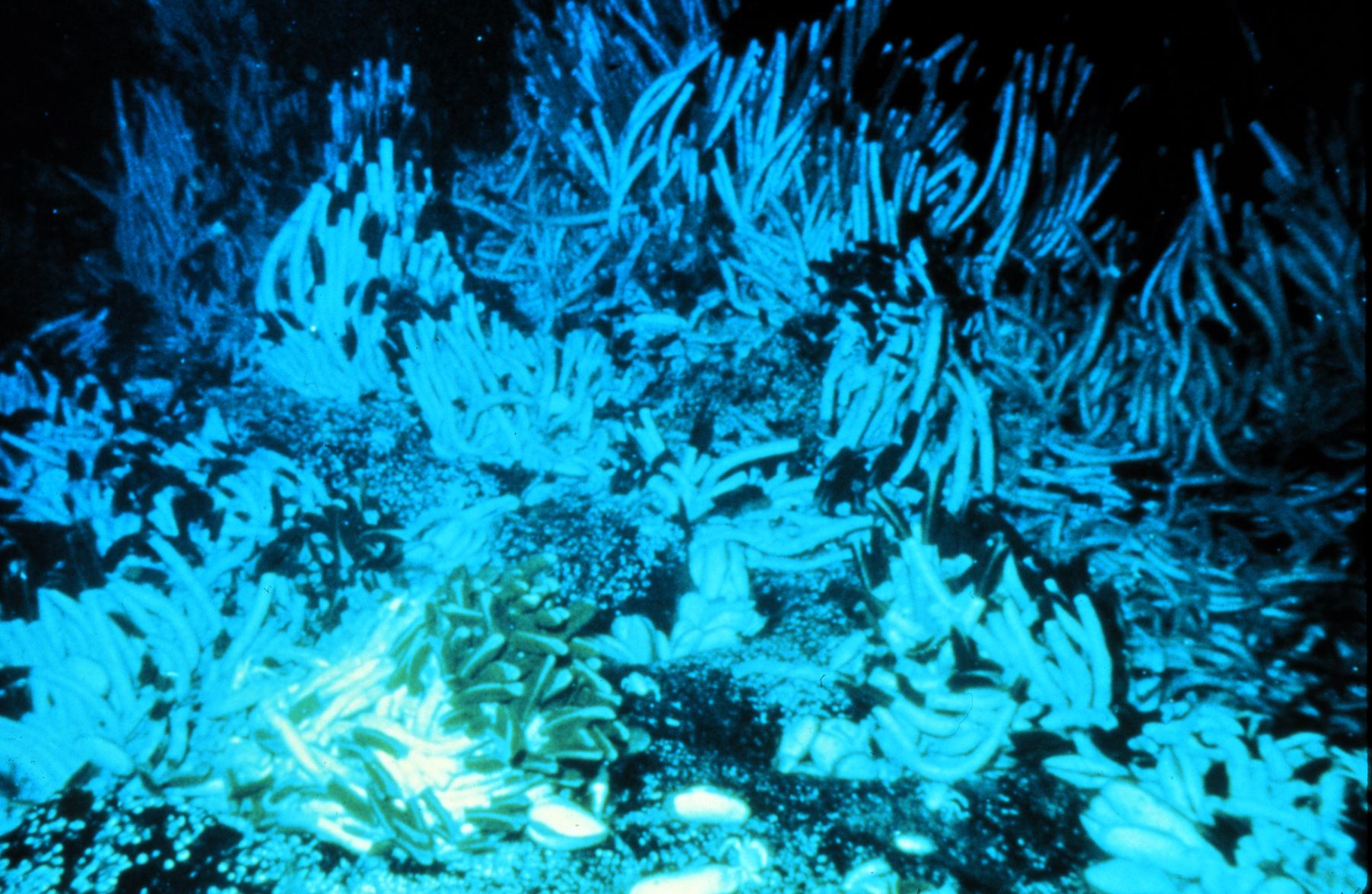
열수분출관충은 영양체 에 사는 박테리아로부터 유기화합물을 얻는다.

세 번째 체절인 몸통(trunk)  또는 중간부분은 혈관이 분포된 단단한 조직으로 체워져 있으며, 체벽, 생식샘, 체강(coelomic cavity)을 포함한다. 이 부위에는 영양체(trophosome)가 위치하는데, 이는 해면 모양의 조직으로, 수십억 개의 공생성 황화영양세균(thioautotrophic bacteria)과 황 입자들이 존재한다. 입, 소화기관, 항문이 존재하지 않기 때문에 리프티아는 이러한 상리공생(mutualistic symbiosis)에 전적으로 의존하며 살아간다. 화학 합성으로 알려진 이 과정은 Colleen Cavanaugh 에 의해 영양체 내에서 처음으로 발견되었다.
촉수에 존재하는 수용성 헤모글로빈은 화학 합성 박테리아에 필수적인 산소 O2 와 황화수소 H2S 를 결합할 수 있다. 이러한 화합물은 모세혈관을 통해 공생박테리아에 의해 흡수된다. 화학합성 동안 미토콘드리아 효소인 로다니제(rhodanase)는 티오황산 음이온(thiosulfate anion) S 2 O 3 2- 의 불균화 반응을 촉매하여 황 S과 아황산염 SO 3 2- 으로 전환시킨다. 리프티아 의 순환계는 산소 O2 와 탄수화물과 같은 영양소의 흡수를 담당한다.
질산염 NO₃⁻과 아질산염 NO₂⁻은 독성이 있지만 생합성 과정에 필수적인 물질이다. 영양체(trophosome) 내의 화학 합성 박테리아는 질산염을 암모늄 이온 NH₄⁺으로 전환시키며, 이는 박테리아 내에서 아미노산을 합성하는 데 활용된 후 다시 관벌레에게 방출된다. 리프티아는 질산염을 박테리아에게 전달하기 위해 주변 해수보다 100배 높은 농도로 질산염을 혈액 내에 농축한다. 리프티아가 질산염을 견디고 이를 농축할 수 있는 정확한 메커니즘은 아직 밝혀지지 않았다.
몸의 후방에 위치한 네 번째 체절은 오피스토솜(opistosome)으로 개체를 관에 고정시키는 역할을 하며, 동시에 공생 박테리아의 대사 반응으로부터 생성된 폐기물을 저장하는 기능을 수행한다.

## 공생
박테리아와 무척추동물 간의, 특히 베스티멘티페란 관벌레(vestimentiferan tubeworms), 베시코미이드 조개(vesicomyid clams) 및 미틸리드 홍합(mytilid mussels)에서의 화학독립영양 공생(chemoautotrophic symbiosis) 발견은 열수 분출구 관벌레(tubeworm)의 화학합성 능력을 밝혀내는 계기가 되었다. 과학자들은 열수구에서 무척추동물의 생물량을 유지시키는 데 기여하는 놀라운 영양원을 발견하게 되었다. 이러한 형태의 공생에 초점을 맞춘 다수의 연구에서는 주로 리프티아에서 세포내공생성(endosymbiotic) 화학독립영양(chemoautotrophic) 황 산화 세균(sulfur-oxidizing bacteria)의 존재를 밝혀냈다. 리프티아는 극한 환경에 서식하며 화산수와 해수의 혼합으로 형성된 특이한 화학 조성에 적응해 있다. 이 특수한 환경은 탄소, 질소, 산소, 황 등 무기 대사산물들이 풍부하게 존재한다. 성체 단계의 리프티아는 소화 기관이  존재하지 않으며, 에너지 요구를 충족하기 위해 용해된 무기 영양소(황화수소, 이산화탄소, 산소, 질소)를 깃털 구조를 통해 흡수한 후 이를 혈관계를 통해 영양체(trophosome)로 운반한다. 영양체는 한 쌍의 체강 (coelomic cavity)에 매달린 구조로 세포 내 공생 박테리아가 있는 곳이다. 영양체 관의 체강을 따라 거의 전신에 걸쳐 분포해 있는 연조직이다. 생중량 1g당 109개 정도의 박테리아가 존재한다. 영양체 내의 박테리아는 박테리오사이트(bacteriocyte) 내에 유지되므로 외부 환경과 직접 접촉하지 않는다. 따라서 그들은 다양한 대사 반응에 필요한 영양소를 동화하고 탄소 고정하는 경로에서 발생하는 노폐물을 배출하기 위해 리프티아에 의존한다. 동시에 관벌레는 성장에 필요한 탄소 고정 주기의 부산물을 공생 미생물에 전적으로 의존한다.

1. 1 2  《Invertebrate Zoology: A functional Evolutionary Approach》 7판. Belmont: Thomson Learning. 2007. ISBN 978-0-03-025982-1.
2. ↑  〈The biology of vestimentiferan tubeworms〉. 《Oceanography and Marine Biology》 (PDF). Oceanography and Marine Biology - an Annual Review 48. Taylor & Francis. 2010. 213–266쪽. doi:10.1201/ebk1439821169-c4 (년 이후로 접속 불가 2024-11-12). ISBN 978-1-4398-2116-9. 2013년 10월 31일에 원본 문서 (PDF)에서 보존된 문서. 2013년 10월 30일에 확인함.
3. ↑  McClain, Craig R.; Balk, Meghan A.; Benfield, Mark C.; Branch, Trevor A.; Chen, Catherine; Cosgrove, James; Dove, Alistair D.M.; Gaskins, Lindsay C.; Helm, Rebecca R. (2015년 1월 13일). “Sizing ocean giants: patterns of intraspecific size variation in marine megafauna”. 《PeerJ》 (영어) 3: e715. doi:10.7717/peerj.715. PMC 4304853. PMID 25649000.
4. ↑  “Riftia pachyptila”. 2015년 4월 2일에 원본 문서에서 보존된 문서. 2015년 3월 19일에 확인함.
5. ↑  “Larval dispersal: Vent life in the ocean column” (PDF). Oceanography. Mar 2012.
6. ↑  “On the early development of the vestimentiferan tube worm Ridgeia sp. and observations on the nervous system and trophosome of Ridgeia sp. and Riftia pachyptila” (PDF). 《Biological Bulletin》 177 (2): 254–276. Oct 1989. doi:10.2307/1541941. JSTOR 1541941. 2015년 9월 23일에 원본 문서 (PDF)에서 보존된 문서. 2015년 3월 19일에 확인함.
7. ↑  De Beer, Gavin (November 1955). “The Pogonophora”. 《Nature》 176 (4488): 888. Bibcode:1955Natur.176..888D. doi:10.1038/176888a0.
8. ↑  “The multi-hemoglobin system of the hydrothermal vent tube worm Riftia pachyptila. II. Complete polypeptide chain composition investigated by maximum entropy analysis of mass spectra”. 《The Journal of Biological Chemistry》 271 (15): 8875–81. April 1996. doi:10.1074/jbc.271.15.8875. PMID 8621529.
9. 1 2  “Proposed nitrate binding by hemoglobin in Riftia pachyptila” (Free full text). 《Deep-Sea Research Part I: Oceanographic Research Papers》 52 (10): 1885–1895. July 2005. doi:10.1016/j.dsr.2004.12.011.
10. ↑  Monaco, André; Prouzet, Patrick (2015년 10월 2일). 《Marine Ecosystems: Diversity and Functions》. John Wiley & Sons. ISBN 978-1-119-23246-9.
11. ↑  Desbruyères, Daniel; Segonzac, Michel (1997). 《Handbook of Deep-sea Hydrothermal Vent Fauna》. Editions Quae. ISBN 978-2-905434-78-4.
12. ↑  《Oceanography and Marine Biology: An Annual Review》. CRC Press. 2010년 5월 12일. ISBN 978-1-4398-5925-4.
13. ↑  《Morphology, Molecules, Evolution and Phylogeny in Polychaeta and Related Taxa》. Dordrecht: Springer Science & Business Media. 2006년 3월 30일. ISBN 978-1-4020-3240-0.
14. ↑  “Hydrothermal vents Terza parte”. 《www.biologiamarina.eu》. 2019년 12월 10일에 확인함.
15. 1 2  “Symbiosis of thioautotrophic bacteria with Riftia pachyptila”. 《Progress in Molecular and Subcellular Biology》 (Springer-Verlag) 41: 197–225. 2006. doi:10.1007/3-540-28221-1_10. ISBN 978-3-540-28210-5. PMID 16623395.
16. 1 2 3  “Prokaryotic cells in the hydrothermal vent tube worm Riftia pachyptila Jones: possible chemoautotrophic symbionts”. 《Science》 213 (4505): 340–342. July 1981. Bibcode:1981Sci...213..340C. doi:10.1126/science.213.4505.340. PMID 17819907.
17. ↑  “The biology of hydrothermal vent animals: physiology, biochemistry, and autotrophic symbioses”. 《Oceanography and Marine Biology: An Annual Review》. 1992.
18. ↑  Corbera, Jordi (2017년 4월 21일). “La vida que brolla a la foscor: les fumaroles hidrotermals submarines”. 《L'Atzavara》 27: 39–53. ISSN 2339-9791.
19. ↑  “The enzymes involved in synthesis and utilization of carbamylphosphate in the deep-sea tube worm Riftia pachyptila”. 《Marine Biology》 136 (1): 115–127. 2000년 1월 18일. Bibcode:2000MarBi.136..115S. doi:10.1007/s002270050014.
20. ↑  “Riftia pachyptila - Wikipedia - Symbiotic relationship between chemosynthetic bacteria and riftia tube worms” (미국 영어). 2019년 12월 10일에 원본 문서에서 보존된 문서. 2019년 12월 10일에 확인함.
21. 1 2  “Chemoautotrophic potential of the hydrothermal vent tube worm, Riftia pachyptila Jones (Vestimentifera)”. 《Science》 213 (4505): 336–8. July 1981. Bibcode:1981Sci...213..336F. doi:10.1126/science.213.4505.336. PMID 17819905.
22. ↑  Thiel, Martin (2001년 10월 17일). “Cindy Lee Van Dover: The ecology of deep-sea hydrothermal vents”. 《Helgoland Marine Research》 55 (4): 308–309. doi:10.1007/s10152-001-0085-8.
23. ↑  Minic, Zoran (2004). “Biochemical and enzymological aspects of the symbiosis between the deep-sea tubeworm Riftia pachyptila and its bacterial endosymbiont”. 《European Journal of Biochemistry》 271 (15): 3093–102. doi:10.1111/j.1432-1033.2004.04248.x. PMID 15265029.
24. ↑  “Inorganic carbon uptake in hydrothermal vent tubeworms facilitated by high environmental pCO2”. 《Nature》 362 (6416): 147–149. 1993. Bibcode:1993Natur.362..147C. doi:10.1038/362147a0.
25. ↑  “Metabolic and blood characteristics of the hydrothermal vent tube-worm Riftia pachyptila”. 《Marine Biology》 83 (2): 109–124. 1984. Bibcode:1984MarBi..83..109C. doi:10.1007/bf00394718.
26. ↑  “Metabolic versatility of the Riftia pachyptila endosymbiont revealed through metagenomics”. 《Environmental Microbiology》 10 (3): 727–37. March 2008. Bibcode:2008EnvMi..10..727R. doi:10.1111/j.1462-2920.2007.01496.x. PMID 18237306.
27. ↑  “Energy Metabolism Pathways of Hydrothermal Vent Animals: Adaptations to a Food-Rich and Sulfide-Rich Deep-Sea Environment”. 《The Biological Bulletin》 165 (1): 167–181. August 1983. doi:10.2307/1541362. JSTOR 1541362.